# Elisabeth Samson
Elisabeth Samson (* 1715 in Paramaribo; † 21. oder 22. April 1771 ebenda) war eine afro-surinamische Geschäftsfrau und Plantagenbesitzerin. Sie war die erste schwarze Frau in Suriname, die einen weißen Mann heiratete, und mutmaßlich die erste Millionärin in Südamerika.

## Biographie

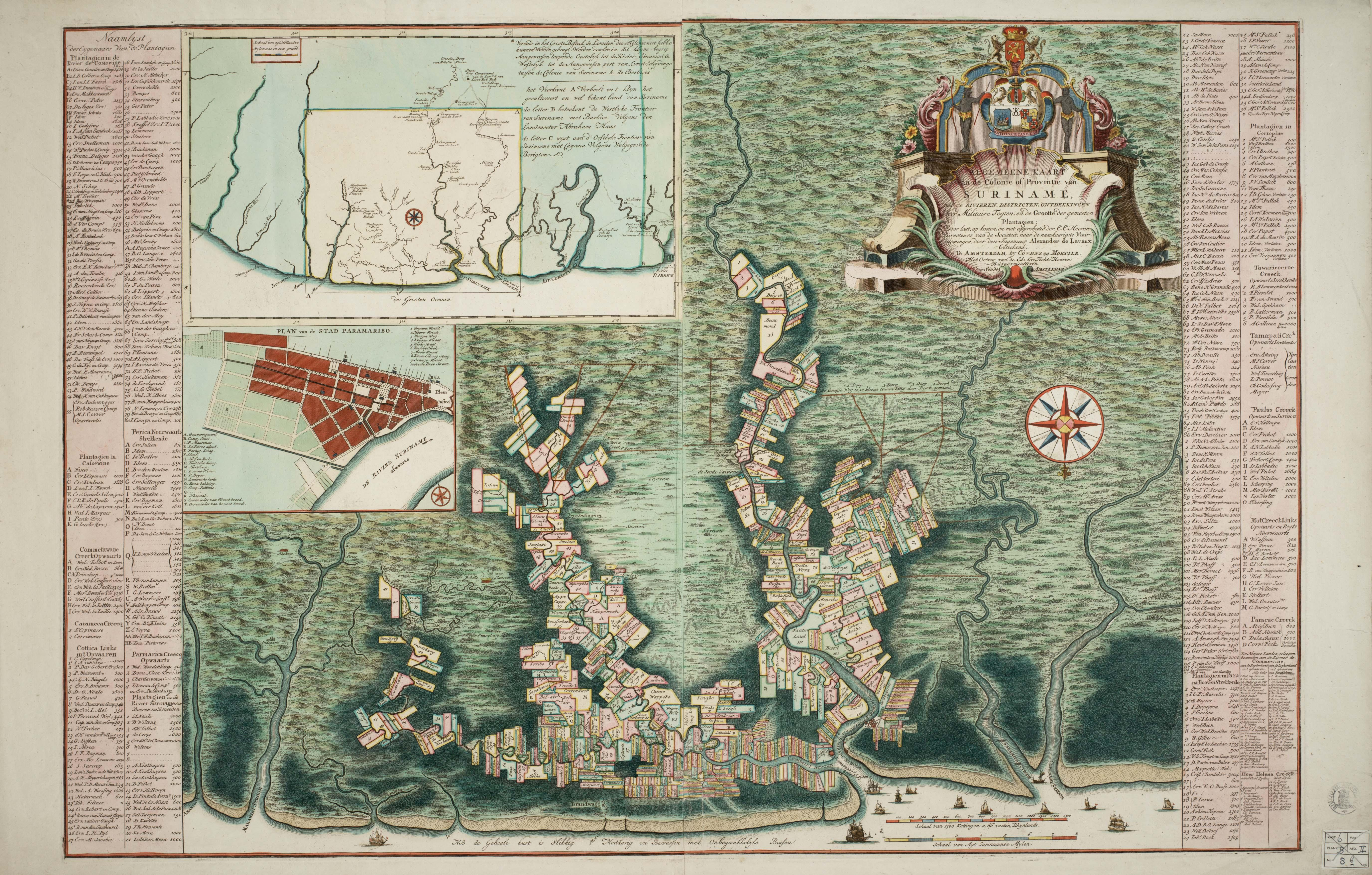
Landkarte von Suriname aus dem Jahr 1737 mit einem Stadtplan von Paramaribo (Hinweise auf Besitz der Familie Samson s. rechts unten)

Elisabeth Samson war das siebte Kind von Nanoe, einer Sklavin und Mätresse eines Plantagenbesitzers. Nach seinem Tod wurde Nanoe von ihren eigenen Kindern freigekauft, die selbst schon manumittiert waren, so dass Elisabeth als Freie geboren wurde. Nach ihrer Freilassung nannte sich die Mutter Mariana. Die Herkunft des Familiennamens Samson ist unklar. Vermutungen, der Name  habe einen portugiesisch-jüdischen Hintergrund, konnten nicht erhärtet wurden.
Samson wuchs im Haushalt ihrer Halbschwester Maria Jansz († 1753) auf, die mit dem Kaufmann Frederik Coenraad Bossé († 1742) verheiratet war. Am 25. Juli 1725 wurde sie im Alter von zehn Jahren in der Niederdeutschen-reformierten Kirche in Paramaribo getauft. Auf ihrer Taufbescheinigung wurden ihre sehr guten Kenntnisse der Bibel vermerkt. Sie konnte schon in jungen Jahren rechnen und schreiben und arbeitete später im Büro der Handelsgesellschaft ihres Schwagers. 1734, mit 19 Jahren, besaß sie eigene Sklaven und gehörte damit zu einer kleinen schwarzen Elite.
Im Juli 1736 sagte Elisabeth Samson als Zeugin in einer polizeilichen Untersuchung wegen Beleidigung aus: Sie bezeugte, dass das Kolonisten-Ehepaar Peltser sich beleidigend über den damaligen Gouverneur Joan Raye geäußert und diesen unter anderem als „canalje“ bezeichnete habe. Raye ließ das Ehepaar wegen seiner Äußerungen verhaften. Außer Samson wollte allerdings keiner der weiteren Zeugen die Worte gehört haben („ich war gerade abgelenkt“, „ich habe es nicht genau verstanden“). Die Untersuchung gegen die Peltsers wurde eingestellt, Elisabeth Samson hingegen wegen versuchten Mordes angeklagt, da die Eheleute wegen der Beleidigung zum Tode hätten verurteilt werden können. Richter van Meel war der Meinung, dass man Schwarzen nicht glauben könne, und Raye stellte fest, freie Schwarze würden ihre Freiheit missbrauchen und den Weißen gegenüber hasserfülltes und feindseliges Verhalten an den Tag legen. Am 25. April 1737 wurde Elisabeth Samson „für immer“ aus der Kolonie verbannt. Sie reiste nach Den Haag, wo ihr Schwager und Anwalt Frederik Bossé bei den Generalstaaten, dem niederländischen Parlament, beantragte, das Urteil zu revidieren. Am 31. Oktober 1739 hob das Parlament das Urteil auf, und Samson kehrte nach Suriname zurück. Gouverneur Raye war 1737 verstorben.

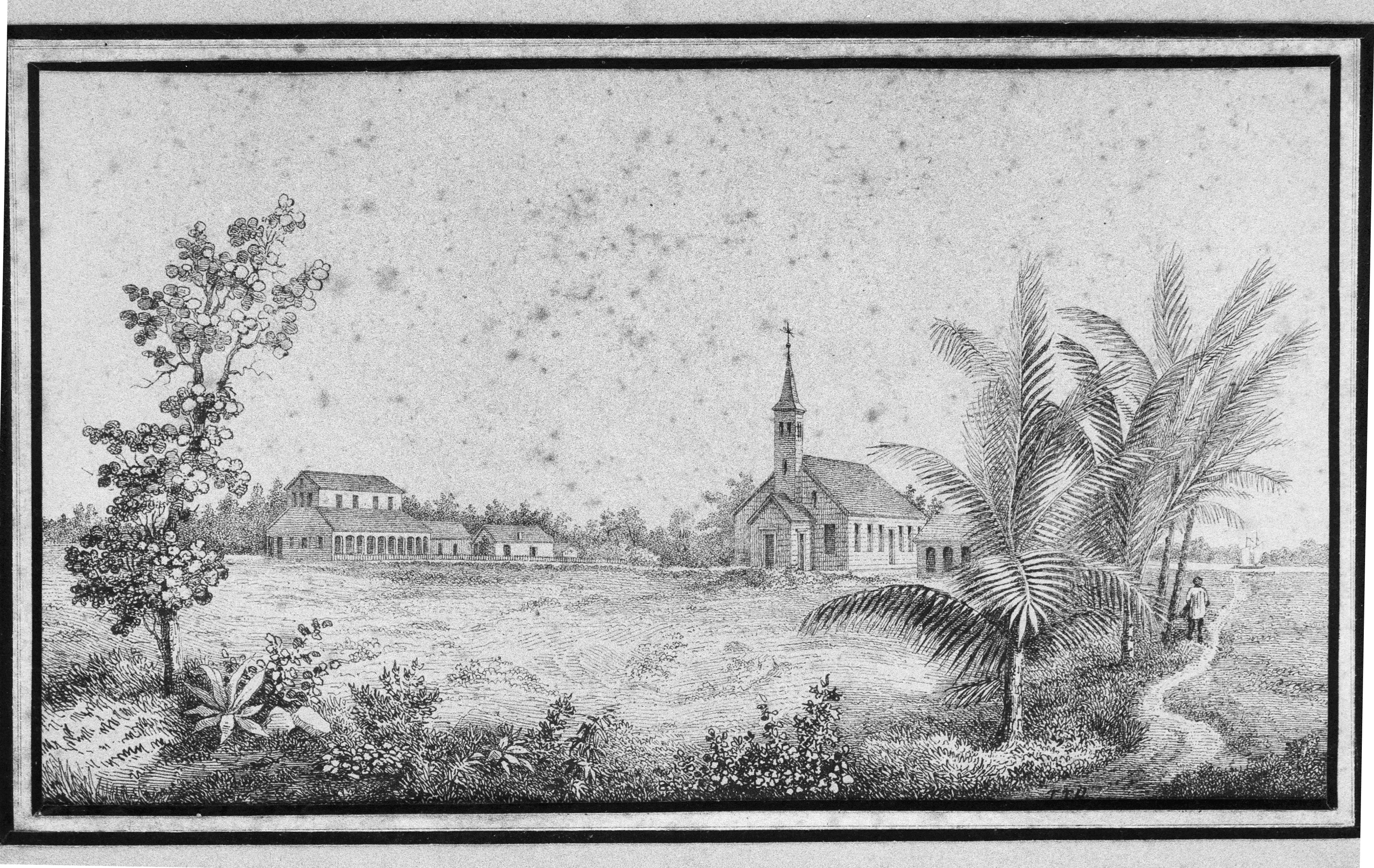
Die Plantation Clevia

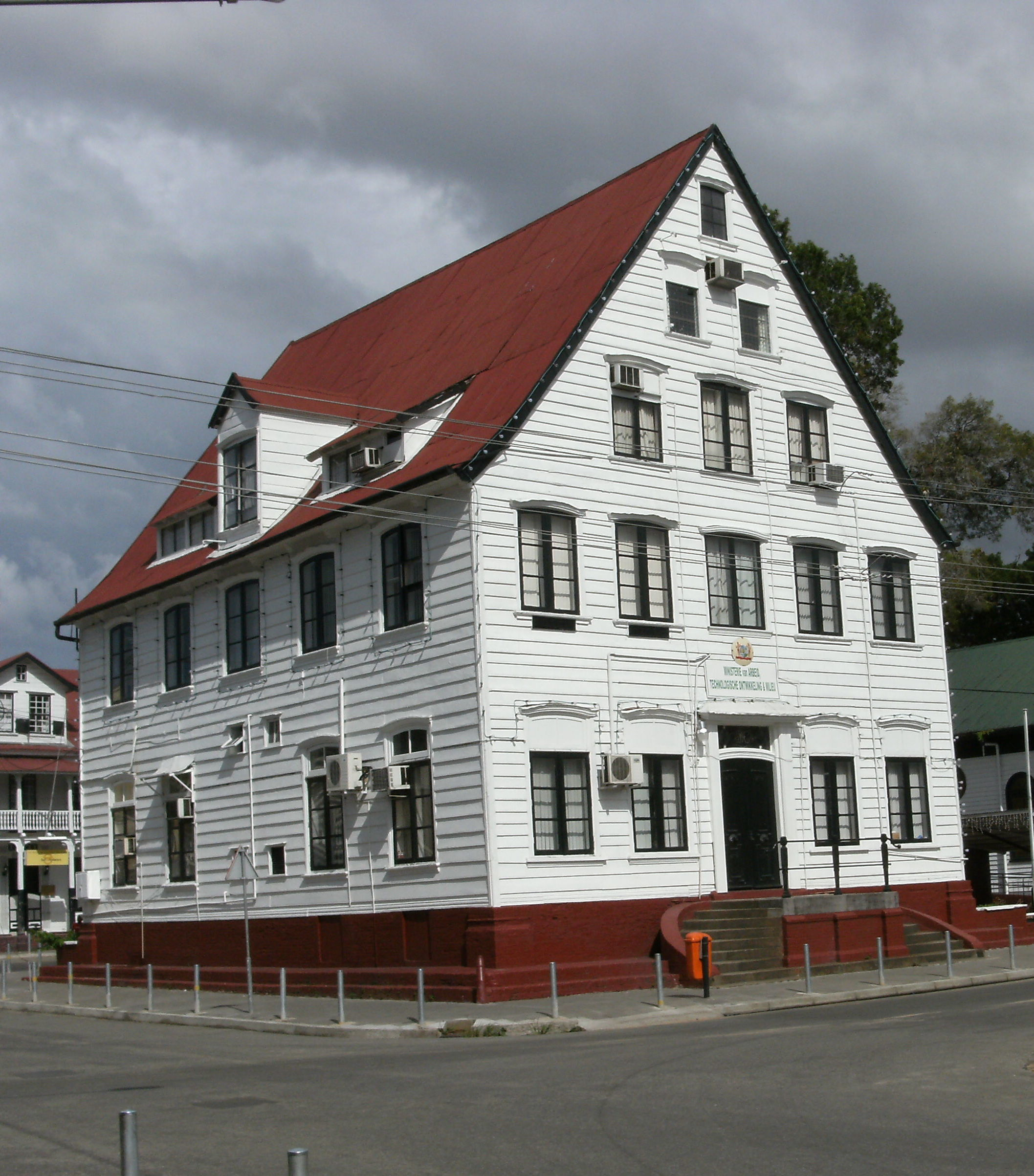
Dieses denkmalgeschützte Gebäude Wageningenstraat 22 in Paramaribo wird Huis van Elisabeth Samson genannt. Wahrscheinlich wurde das Haus jedoch nach ihrem Tod komplett von einem späteren Besitzer umgebaut oder neu gebaut

Von etwa 1751 bis 1762 lebte Elisabeth Samson in Paramaribo mit dem deutschen Armeeoffizier Carl Otto Creutz zusammen, der aus dem Herzogtum Kleve stammte. Die beiden waren gleich alt und kannten sich, seitdem Creutz mit 18 Jahren nach Suriname gekommen war. Sie bewirtschafteten gemeinsam die Kaffeeplantagen von Creutz, und Samson brachte mehr 200 Sklaven mit in die Beziehung. Die Ländereien hatte Creutz von Gouverneur Johan Jacob Mauricius als Belohnung für seine erfolgreichen Kampagnen und Verhandlungen mit aufständischen Saramaccanern erhalten, und er wurde zum Mitglied des „Raad van Politie“ ernannt, des höchsten Gerichtshofs in Paramaribo. 1750 erhielt die Plantage den Namen Plantation Clevia, und 1751 wurden Creutz und Samson als gemeinsame Besitzer der Plantage, des Landhauses La Solitude und weiterer Immobilien urkundlich eingetragen. Das Paar lebte in Luxus, 33 Sklaven arbeiteten in ihrem großzügigen Haus. Eine Liste des Inventars umfasste 31 Seiten, in denen Kristalllüster, Mahagoni-Möbel, Silber und Porzellan, darunter 19 Dutzend japanische Teetassen aufgeführt waren.
Elisabeth Samson erwies sich als ausgezeichnete Geschäftsfrau. Nach dem Tod ihrer älteren Schwester Catharina Opperman erwarben Elisabeth und ihre Halbschwester Nanette weitere Ländereien, auf denen hauptsächlich Kaffee angebaut wurde. Die Arbeit auf den Plantagen wurde von Sklaven bewerkstelligt. Die beiden Frauen wurden zu bedeutenden Exporteurinnen von Kaffee aus Suriname. 1767 ließen sie in Amsterdam die eigene Fregatte Miss Nanette and Miss Elisabeth bauen, die allerdings zwei Jahre später bei einem Unglück auf See die gesamte Ladung verlor. 1762 starb Creutz, vermutlich an Malaria. Er hinterließ seine Hälfte der Besitztümer seinen Brüdern in Emmerich; sie sollten aber erst nach dem Tod von Elisabeth Samson in den Genuss des Erbes kommen. Samson kaufte den Brüdern ihre Hälfte für rund 300.000 Gulden ab.
1764 wollte Samson den Küster und Organisten der reformierten Kirche und Direktor einer Sägemühle, Christoph Policarpus Braband, ehelichen. Dieser lebte als ihr Mieter in einer Wohnung über den Sklavenunterkünften. Die Heirat wurde jedoch vom Direktorium der Sozietät von Suriname, die die Kolonie verwaltete, untersagt, da Ehen zwischen Schwarzen und Weißen angeblich laut einem sogenannten plakaat (Dekret) aus dem Jahr 1685 nicht zulässig seien. Nach dreijährigen Beratungen kam das niederländische Parlament zu dem Schluss, dass es kein derartiges Gesetz in den Niederlanden gebe, also auch nicht in der Kolonie. Inzwischen war Christoph Braband im Januar 1766 gestorben. Im Jahr darauf heiratete Elisabeth Samson in Paramaribo Hermanus Daniël Zobre, der weiß und 22 Jahre jünger war als sie. Es war die erste Ehe zwischen einem weißen Mann und einer Negress, wie Samson sich selbst nannte, in Suriname. Die surinamische Historikerin Cynthia McLeod vermutet, dass Samson diese Ehe trotz ihres Reichtums anstrebte, um in der Gesellschaft Surinames als verheiratete Frau akzeptiert zu werden.
In den Jahren von 1763 bis 1771 verfünffachte sich der Wert von Elisabeth Samsons Besitzungen auf mehr als eine Million Gulden. Man nimmt an, dass sie die erste Millionärin aus eigener Kraft in Südamerika war. Ihr Jahreseinkommen wird auf Summen zwischen 40.000 bis 100.000 Gulden geschätzt (zum Vergleich: Der Gouverneur verdiente damals rund 10.000 Gulden). Im April 1771 starb Elisabeth Samson im Alter von 55 Jahren. Ihr Ehemann Hermanus Daniël Zobre war ihr Erbe; Kinder gab es keine. Zobre ließ keinen Grabstein für seine verstorbene Frau errichten. 1772 gab es eine Missernte, im Jahr darauf eine Finanzkrise in Amsterdam sowie den andauernden Boni-Aufstand in Suriname, während dem Plantagen zerstört wurden. Als Zobre 1784 starb, waren die Ländereien mit Hypotheken überschuldet. Samsons Schwester Nanette war schon 1778 in Konkurs gegangen.
Elisabeth Samson hob sich durch ihren Reichtum und ihre Heirat mit einem Weißen von anderen schwarzen Frauen ab, was für Empörung im Suriname des 18. Jahrhunderts sorgte, wo es eine klare Trennung zwischen Weiß und Schwarz gab. Da sie schwarze Sklaven auf ihren Plantagen arbeiten ließ, wurde sie auch von der schwarzen surinamischen Bevölkerung kritisch gesehen.